# 詹事講
詹事講（1539年—1593年），字明甫，號養貞，江西樂安人，明朝政治人物，同進士出身。

## 生平
詹事講師從狀元羅洪先。隆慶四年（1570年）中式江西鄉試第十二名舉人，萬曆五年（1577年）登三甲第八十四名進士。授宣城县知县。万历十一年八月，吏部考选得知县等官三十五员，俱堪任御史，授河南道御史，上封事數十，定新建伯王公（守仁）、檢討陳公、布衣胡公從祀議。按浙醝已，督學南北畿，得人稱盛。會星變，力陳主德時政之失。又疏列李見羅破緬功，李得輕宥，公論壯之。
官至直隸提學御史。二十一年以丁繼母艰，病卒于家。

## 著作
著有《養貞集》三卷等。

## 家庭
曾祖父詹遵訓，贈推官、祖父詹崇，曾任太僕寺寺丞、父親詹週，曾任府教授。前母鄒氏、余氏；繼母丁氏。